# Lars-Gunnar Tjärnquist
Lars-Gunnar Tjärnquist, född 1949, är ordförande för Svenska Innebandyförbundet sedan den 9 juni 2007.

### Fotnoter
1. ↑  ”Svenska Innebandyförbundet”. 9 juni 2007. Arkiverad från originalet den 17 april 2015. https://web.archive.org/web/20150417052708/http://innebandy.se/sv/Arkiverade-nyheter/Nyhetsarkiv/Juni-2007/Tjarnquist-ny-ordforande/. Läst 10 juli 2011.